# Лукьяновка (приток Жраки)
Лукьяновка — река в России, протекает в Михайловском районе Рязанской области. Правый приток Жраки.

## География
Река Лукьяновка берёт начало северо-восточнее города Михайлов. Течёт на восток, пересекает автодорогу Р132. Устье реки находится в 4,6 км по правому берегу реки Жрака. Длина реки составляет 12 км. 

## Данные водного реестра
По данным государственного водного реестра России относится к Окскому бассейновому округу, водохозяйственный участок реки — Проня от истока и до устья, речной подбассейн реки — Бассейны притоков Оки до впадения Мокши. Речной бассейн реки — Ока.
По данным геоинформационной системы водохозяйственного районирования территории РФ, подготовленной Федеральным агентством водных ресурсов:
- Код водного объекта в государственном водном реестре — 09010102112110000025318
- Код по гидрологической изученности (ГИ) — 110002531
- Код бассейна — 09.01.01.021
- Номер тома по ГИ — 10
- Выпуск по ГИ — 0